# Camino de las Vueltas (Ademuz)
El camino de las Vueltas (también, Camino de Las Vueltas), es una vía tradicional que comunica Ademuz con Torrebaja, en el Rincón de Ademuz, provincia de Valencia (Comunidad Valenciana, España).

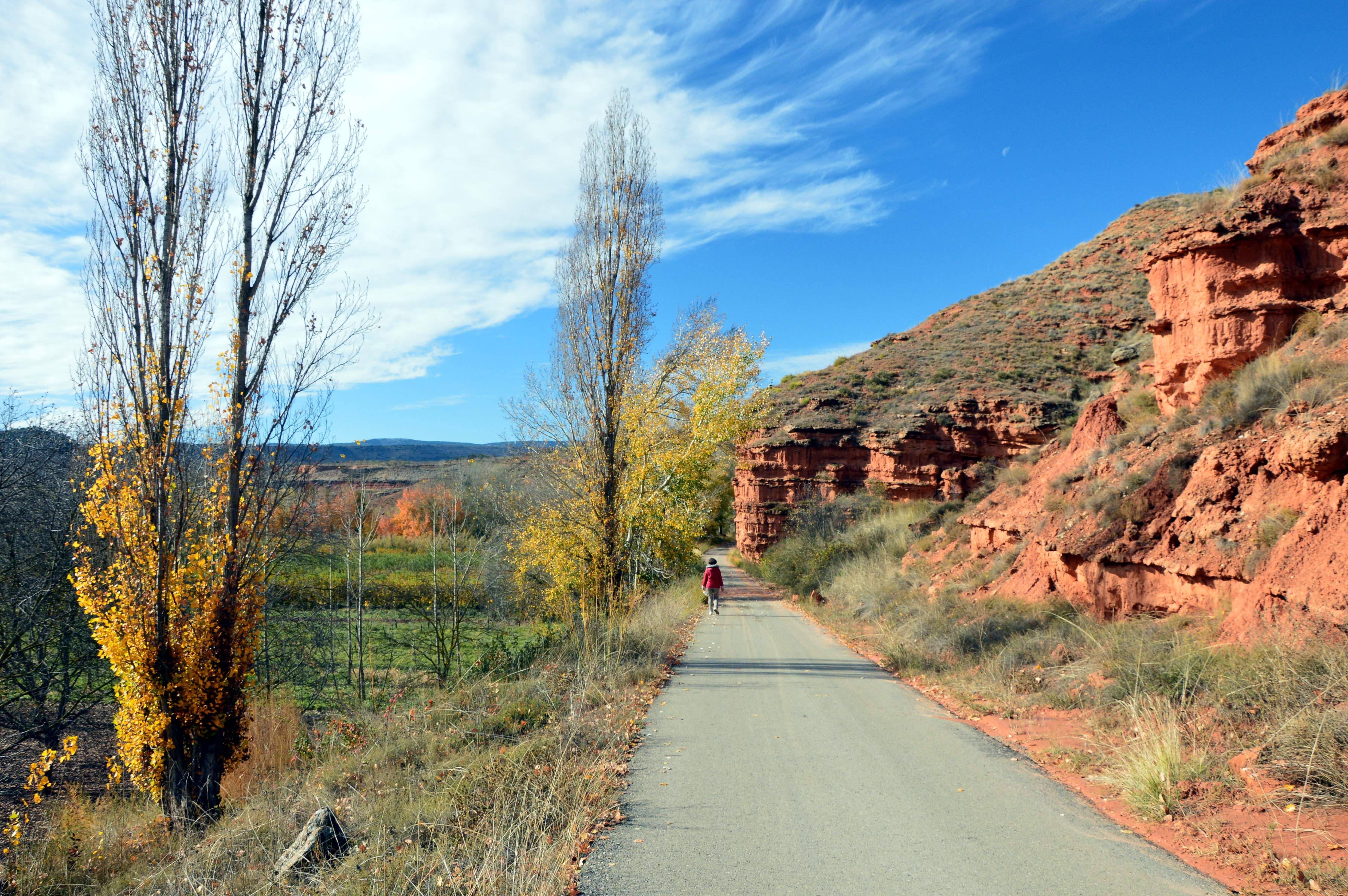
Camino de las Vueltas en Ademuz (Valencia).

Constituye un tramo del «Camino Viejo de Ademuz a Teruel», y forma parte del antiguo Camino Real o Nacional de Aragón a Castilla y Valencia a su paso por la comarca.

## Historia
En los años veinte del siglo XV (1425), el cronista recoge noticias acerca de la existencia de moros en Torrebaja, el poblado musulmán se hallaba en la partida hoy conocida como Los Villares —véase Villar de Orcheta—, en torno a la Ermita de San José, frente a cuya fachada principal discurre el Camino Viejo de Ademuz a Teruel. Al respecto, el escritor y periodista Vicente Badía Marín (1953) refiere que:

«Junto al Camino Viejo de Ademuz, en las proximidades del Molino Viejo (Molino de Abajo), está situada esta Emita, de moderna construcción./ Frente a la misma se alzaba el poblado de la Torre del Villar de Orcheta, hoy totalmente desaparecido, aunque con frecuencia se encuentran objetos que denotan la vida de este poblado».
Torrebaja, mi pueblo, Vicente Badía Marín y José Alejandro Pérez Tarín

En los años treinta del siglo XVII (1638), el señor de Torrebaja (don Diego Ruiz de Castellblanque), a la hora de definir los límites de su señorío —véase el Testamento de Diego Ruiz de Castellblanque— alude al Molino harinero del (Molino de Abajo), así como a la Ermita de San José, ambos situados en el perímetro de su propiedad. La ermita se halla junto al Camino Viejo de Ademuz a Teruel, que en su tramo entre «El Empalme» con la carretera N-330a (Ademuz) y Torrebaja se denomina Camino de las Vueltas. 
Aunque indirectamente, la primera referencia al Camino de las Vueltas se halla en las Observaciones de Cavanilles (1795). El botánico, en su excursión por la zona, que tuvo lugar a principios de septiembre de 1792, al describir el tramo de Torrebaja a Ademuz, escribe: 

«A muy corta distancia de Torre baxa se vadea el Ebrón, y se entra de nuevo en el camino de Ademúz, que sigue por la derecha del Turia atravesando lomas y cerros arcillosos. Estos y otros muchos de la misma naturaleza que se hallan en la comarca suministran al rio tierra roxa, que tiñe y carga sobremanera las aguas, sirviendo despues de abono á los campos donde estas descansan y se sumen. Veianse al paso las huertas de Ademúz, que ocupan las riberas del Turia hasta la villa, y se descubrian con freqüencia monumentos del grave daño causado en la última riada, que arrancó arbustos, barrió sembrados, derribó el puente, y cargó con quanto se presentó a sus furias. Es lástima que el rio sirva solamente para destruir aquellos campos pingües, principalmente los inmediatos á sus aguas, que son como el primer escalon de las graderías que todos ellos forman ».
Observaciones sobre la historia natural, geografía, agricultura, población y frutos del Reino de Valencia, Antonio José de Cavanilles

El naturalista alude al «camino de Ademúz», que lleva desde Torrebaja hasta la villa ademucense, cuyo trazado discurre por la ladera de la margen derecha del río Turia, describiendo al paso las «lomas y cerros arcillosos» que conforman el panorama. Se trata de un paisaje del Mioceno, basado en arcillas, areniscas y conglomerados típico de la Era Secundaria. En su caminar descubre los daños causados por alguna riada reciente, «que arrancó arbustos, barrió sembrados, derribó el puente (se refiere al puente de Guerrero, con toda seguridad), y cargó con quanto se presentó a sus furias». Un espectáculo, por lo demás, familiar a los lugareños, periódicamente repetido durante siglos.
Mediado el siglo XIX (1847-1849), al decir de los caminos locales del Rincón de Ademuz, el geógrafo Pascual Madoz escribe de los de Ademuz, diciendo que estos son «de herradura y malos» y de los de Torrebaja que son «de herradura (y) en mal estado».- Ello hace pensar que medio siglo antes, en tiempo del botánico Cavanilles, no serían mejores.
Ya en la segunda mitad del siglo XIX (1879), el historiador y periodista valenciano Juan Bautista Perales (1837-1904) dice de los caminos de la comarca:

«La falta de buenos caminos y su situación apartada de la capital y de otras poblaciones de alguna importancia, son causa de que permanezca en estado de lamentable atraso toda esta comarca, relativamente á la cultura general del reino; notándose este hecho mas particularmente en el cultivo de sus campos, cuyo aspecto difiere bastante del que presentan otras vegas bañadas como aquellas por las aguas del Túria».
Décadas de la Historia de la Insigne y Coronada Ciudad y Reino de Valencia, Juan Bautista Perales

Para Perales, la causa del atraso del Rincón de Ademuz, respecto a otras comarcas valencianas regadas por el río Turia está en «la falta de buenos caminos», y en su alejamiento «de la capital y de otras poblaciones de alguna importancia», hecho que se nota «particularmente en el cultivo de sus campos», esto es, en el deficiente cultivo de sus campos.
Al comienzo del Camino de las Vueltas hay una construcción restaurada como vivienda, por debajo de la cual pasa la acequia Hondonera, que partiendo de la acequia del Molino riega las huertas de la margen derecha del río Turia por esta parte. Se sabe por el testimonio de los lugareños que a comienzos del siglo XX se construyó aquí una pequeña central hidroeléctrica para servicio local, aprovechando el desnivel de la acequia con la huerta. La historiografía demuestra que en Torrebaja ya disfrutaban de luz eléctrica en la primera década del siglo. Según recoge el cronista, en la sesión del Pleno Municipal del 9 de septiembre de 1906 puede leerse:

«Con el fin que se halle alumbrada la plaza pública durante los días de la festividad de los patronos de este pueblo Santa Marina y San Roque, se coloquen cuatro focos de luz eléctrica en la expresada plaza para darle más vista y para que la música pueda ejecutar sus escogidas piezas y al mismo tiempo el público pueda aprovecharlas bailando los más y sirviendo de distracción a los otros; que el gasto de estas luces se paguen del capítulo de imprevistos».
El Camino de las Vueltas: Una vía vía histórica de comunicación entre Ademuz y Torrebaja, Alfredo Sánchez Garzón

Ello viene a demostrar que Torrebaja fue el primer pueblo de la comarca en disfrutar de luz eléctrica para el alumbrado público, varios años antes de la puesta en marcha de la Central hidroeléctrica de Castielfabib, cuyas obras comenzaron en julio de 1913. El alumbrado público consistía en bombillas de poco voltaje, colocadas en distintos puntos de las principales calles del pueblo. El mismo texto ilustra acerca de las fiestas patronales (santa Marina y san Roque) se celebraban entonces en el mes de septiembre, antes de comenzar la recogida de la manzana y la vendimia.
En los años treinta del siglo XX, con motivo de la guerra civil española (1936-1939), en las Casas de Guerrero, junto a los residentes y refugiados hubo un grupo de presos traídos de Castellón y Valencia. Por el testimonio de Rosalía Manzano Soriano (1905-1998) se sabe que «los presos de las Casas de Guerrero eran del bando nacional, iban vestidos con harapos y trabajaban acarreando grava para el Camino de las Vueltas», cuyo firme estaban arreglando por entonces. La vía era todavía un camino de herradura, propio para el tránsito de personas y caballerías, no de carros ni de vehículos a motor; para ir en coche de Ademuz a Torrebaja se utilizaba la carretera N-330 que pasaba por Los Santos, vía  El Soto y el Montecillo.
Asimismo, por el testimonio de Esteban Giménez Manzano (Torrebaja, 1922), sabemos que durante al guerra civil española (1936-1939), en el edificio que hay al comienzo del Camino de las Vueltas —entonces un almacén y corral de ganado, hoy restaurado como vivienda temporal— hubo un polvorín del XIX Cuerpo de Ejército -cuyo material había sido trasladado desde el de Los Santos la noche antes de su bombardeo.
A finales de los años cincuenta (1959), Agustín Chicharro Navarro (Ademuz, 1944), trabajaba como aguador en las brigadas que reforestaban el monte de La Dehesa, frente a Torrebaja. El joven refiere que todos los días iba de Ademuz a Torrebaja por el Camino de las Vueltas -primero caminando, después el burro-, pues era el que seguían las cuadrillas de trabajadores cada madrugada, camino del tajo. El joven Agustín alude al mito de un fantasma en forma de cabra que se aparecía a los caminantes los días de luna llena. La leyenda del fantasma lo recoge también el escritor y poeta Ricardo Fombuena Vidal al referirse al antiguo caserío del Villar de Orchet, que sitúa frente a la Ermita:

«[…] y cuenta la leyenda corroborada por los más ancianos del lugar que, en las noches de luna llena, por “Las Vueltas” del camino que conduce a Ademuz, solía aparecer una cabra blanca desrriscándose por los cortados de “La Loma” y que la gente achacaba a un espíritu del poblado derruido, compuesto mayoritariamente por habitantes musulmanes, otros más incrédulos, la relacionan como propiedad de la “tía Castellana” que tenía una venta o mesón de caminantes por aquellos lugares ».
Torrebaja, historia de un mayorazgo, Ricardo Fombuena Vidal

Fombuena alude al mito de la cabra del Camino de las Vueltas, y lo vincula con el poblado del Villar de Orcheta, la antigua Torrefondonera, un lugar de moros. Asimismo, alude a la «tía Castellana», una mujer «que tenía una venta o mesón de caminantes por aquellos lugares». Aquella taberna no era más que un chamizo adosado a la ladera del monte, del que todavía quedaban algunos restos en forma de vasares toscamente labrados en la misma roca y lucidos con aljez. La anécdota, con ser insignificante, viene a decir que antaño el camino era muy transitado por agricultores y braceros de la zona, y por viajeros en tránsito. De lo contrario no tendría sentido haber establecido en el lugar un puesto de bebidas (vino, anís, cazalla…), por humilde que fuera.

## Ubicación y descripción
El Camino de las Vueltas se halla en término de Ademuz, en posición septentrional respecto de la villa, entre El Empalme con la carretera N-330a (sur) y el camino de la Ermita de San José, en Los Villares de Torrebaja. Constituye pues un tramo del antiguo trazado del «Camino Viejo de Ademuz a Teruel» -vía las El Soto y Torrebaja-, esto es, del antiguo Camino Real o Nacional de Valencia a Zaragoza por Teruel. 
Al comienzo del camino (en el Mojón de Torrebaja con Ademuz) hay una casa-vivienda restaurada, que antaño fue almacén y corral de ganado. Al final del trayecto hay otra construcción, esta de nueva planta, que sirve a fines de vivienda y agrícola. Sobrepasada la citada construcción se halla el camino que baja a la huerta, se trata de un camino de ribera que discurre hasta Ademuz por la margen derecha del Turia.
Aunque tradicionalmente fue un camino de tierra, en la actualidad es un camino rural asfaltado. De norte a sur, discurre por la media ladera meridional de La Loma del Montecillo, margen derecha del río uria. Su trazado es llano aunque muy sinuoso, de ahí el topónimo de «Las Vueltas». Desde su comienzo (en el Mojón de Torrebaja con Ademuz) hasta su final en El Empalme (donde sale a la carretera N-330a), la vía discurre a modo de amplio balcón sobre la vega del río Turia en Ademuz. Por la mano derecha del camino, sin embargo, la vía se halla limitada por la ladera del monte, basada en sedimentos del Mioceno (arcillas, areniscas, conglomerados), que dan al paraje su característico color rojizo. 
El camino es muy transitado, en particular por los vecinos de Ademuz y Torrebaja, pues constituye un atajo entre ambas poblaciones, y que muchos utilizan con preferencia a la carretera N-330a (vía La Presa de Torrebaja o vía la aldea de Los Santos.
El firme se halla en buen estado, aunque su serpenteante trazado, para acomodarse a las barranqueras del monte, así como la estrechez existente en varios puntos del mismo, hace que deba circularse con precaución.

## Consideraciones
Dadas las circunstancias históricas, geológicas y naturalísticas que concurren en esta vía, el Camino de las Vueltas debiera catalogarse como un Bien Cultural de Interés Local protegido por la administración.

## Galería

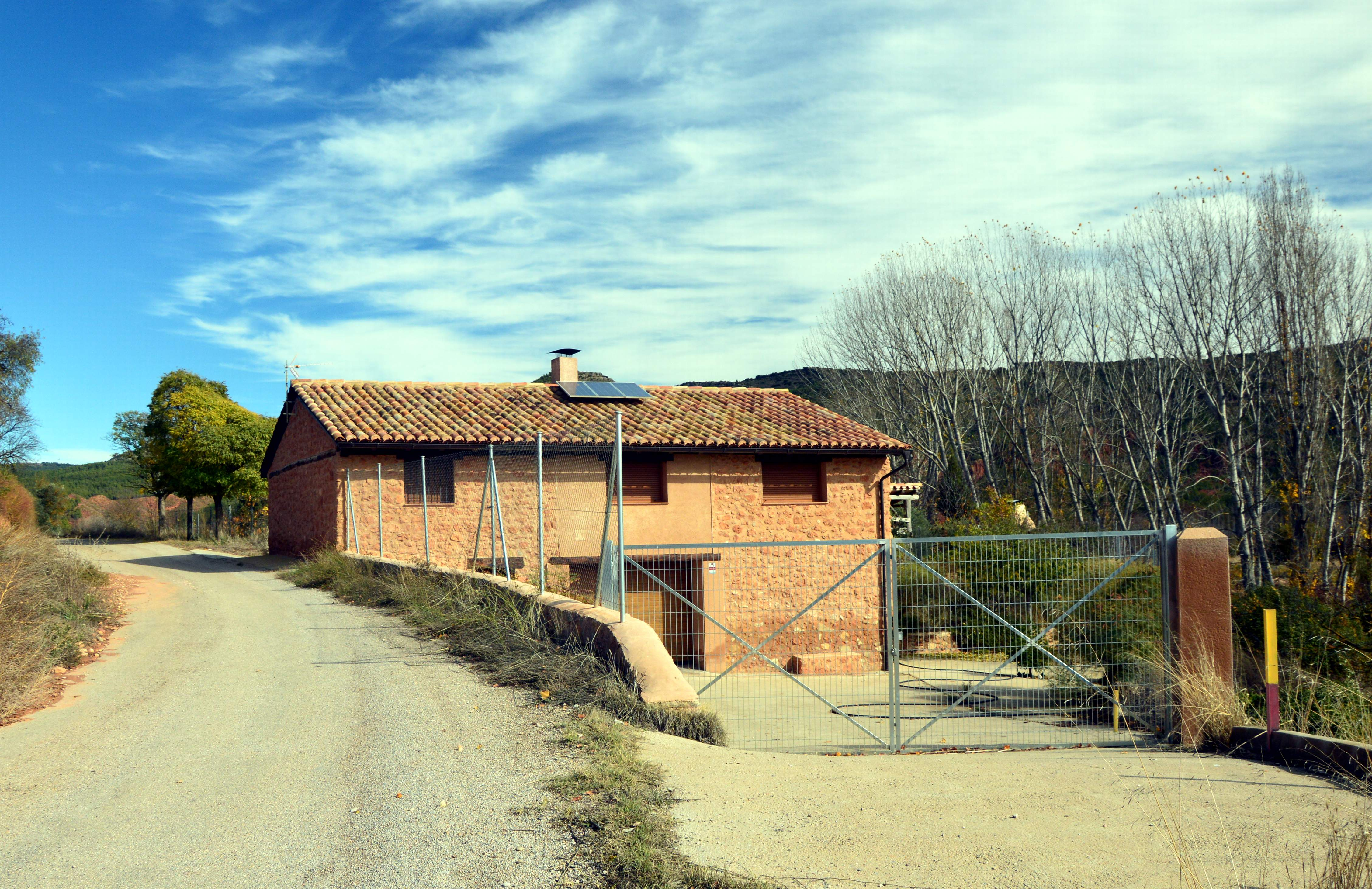
Camino de las Vueltas en Ademuz (Valencia), 2020.
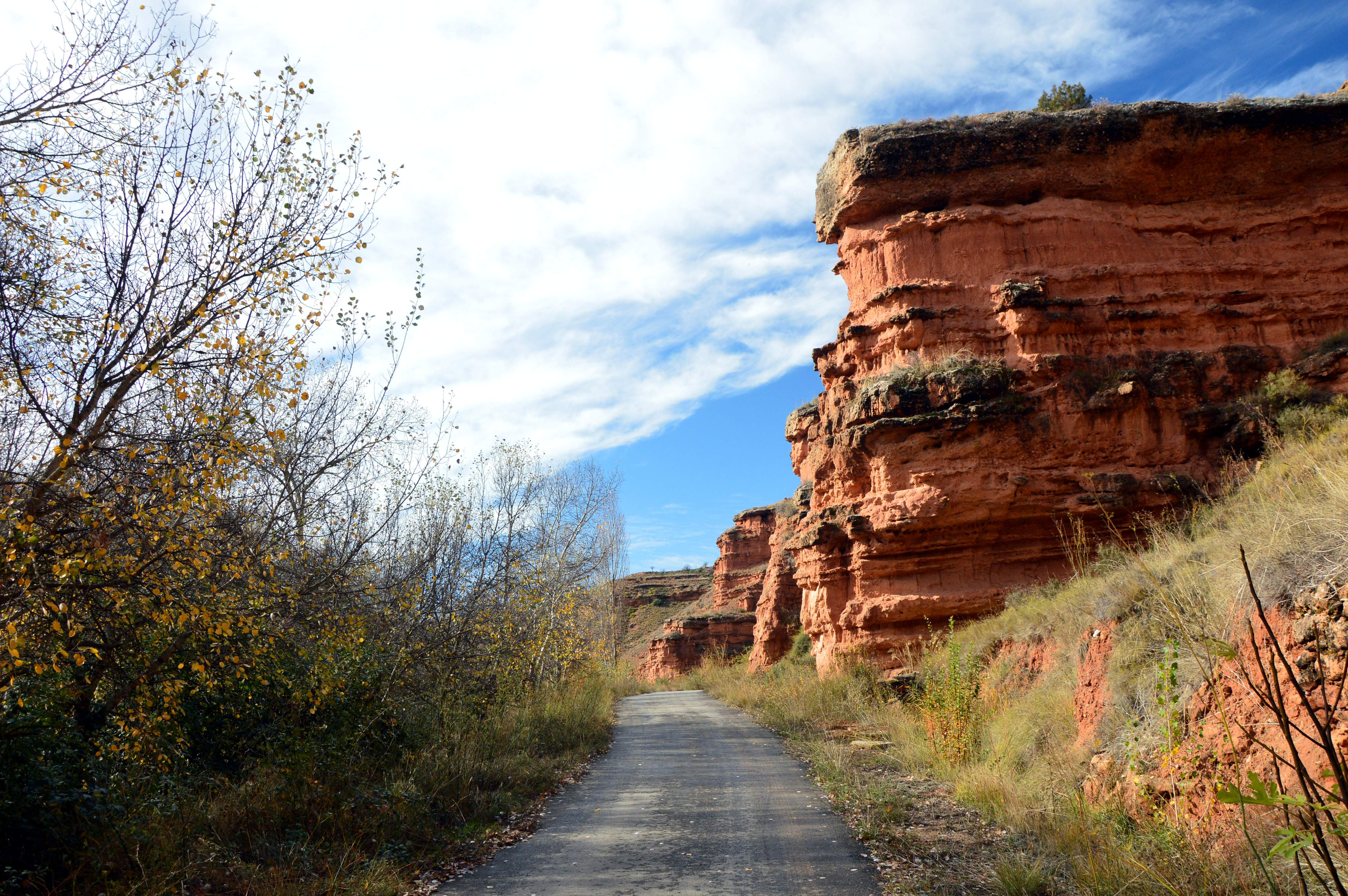
Camino de las Vueltas en Ademuz (Valencia), 2020.
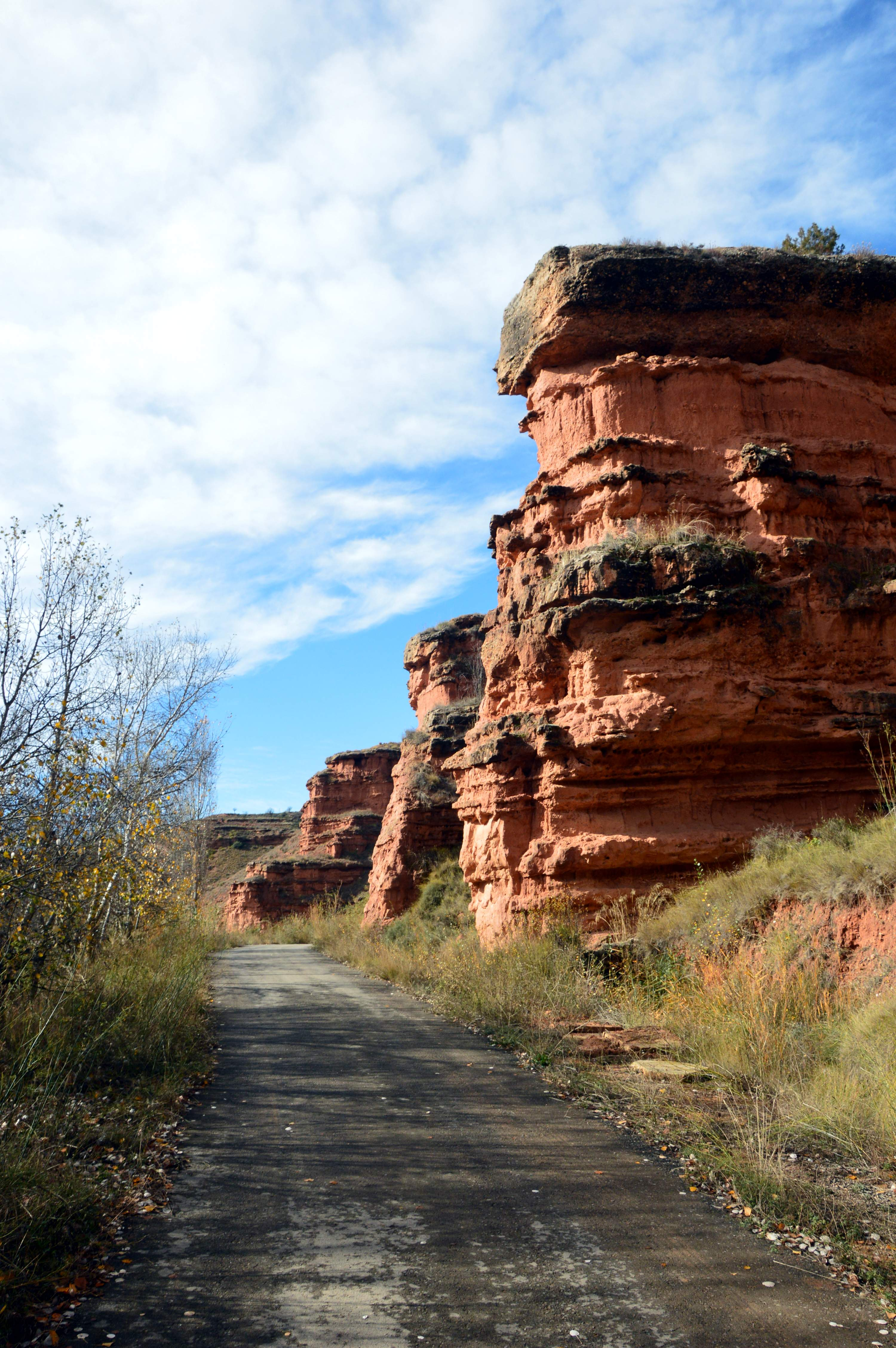
Camino de las Vueltas en Ademuz (Valencia), 2020.
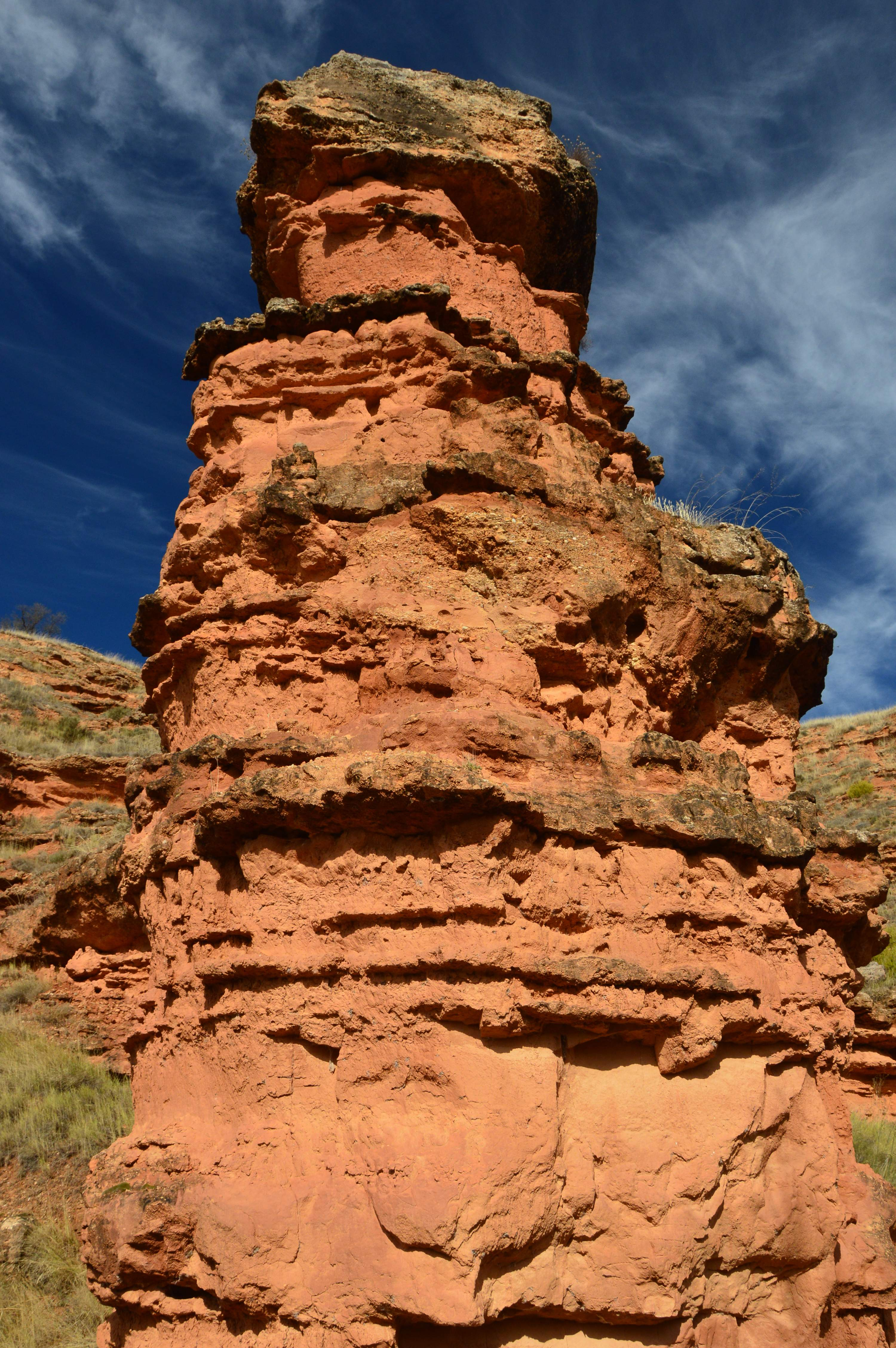
Camino de las Vueltas en Ademuz (Valencia), 2020.
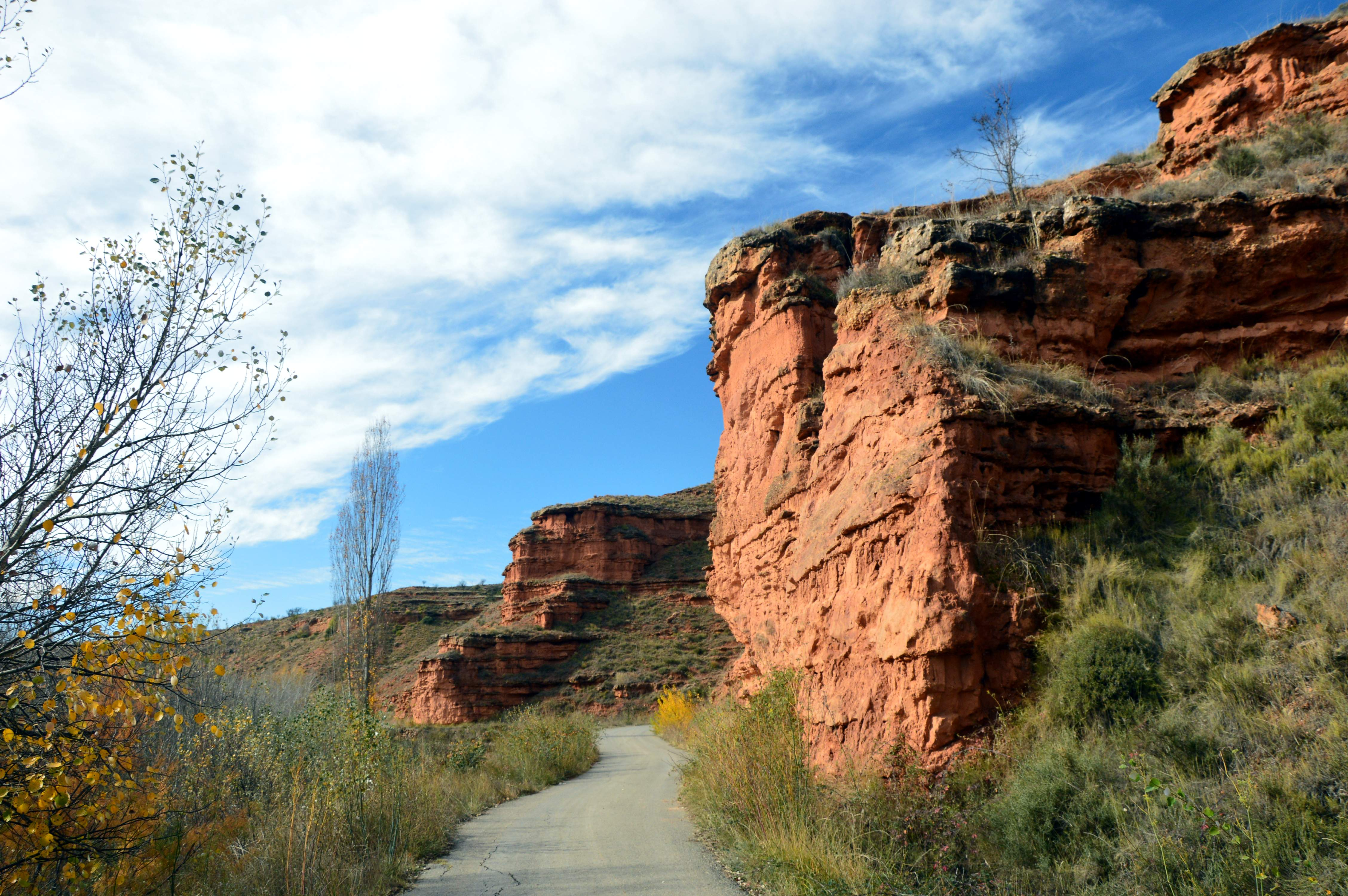
Camino de las Vueltas en Ademuz (Valencia), 2020.
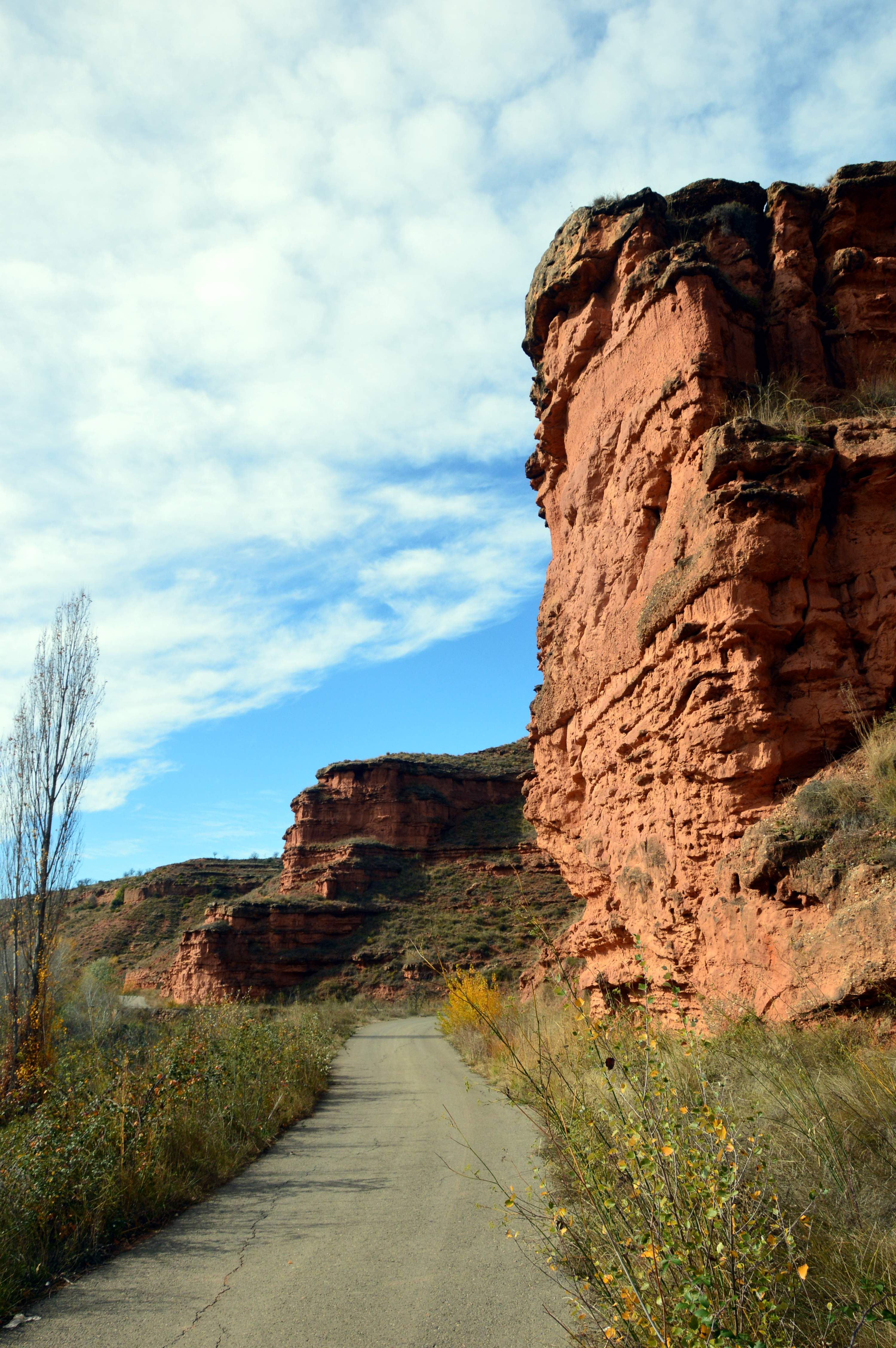
Camino de las Vueltas en Ademuz (Valencia), 2020.
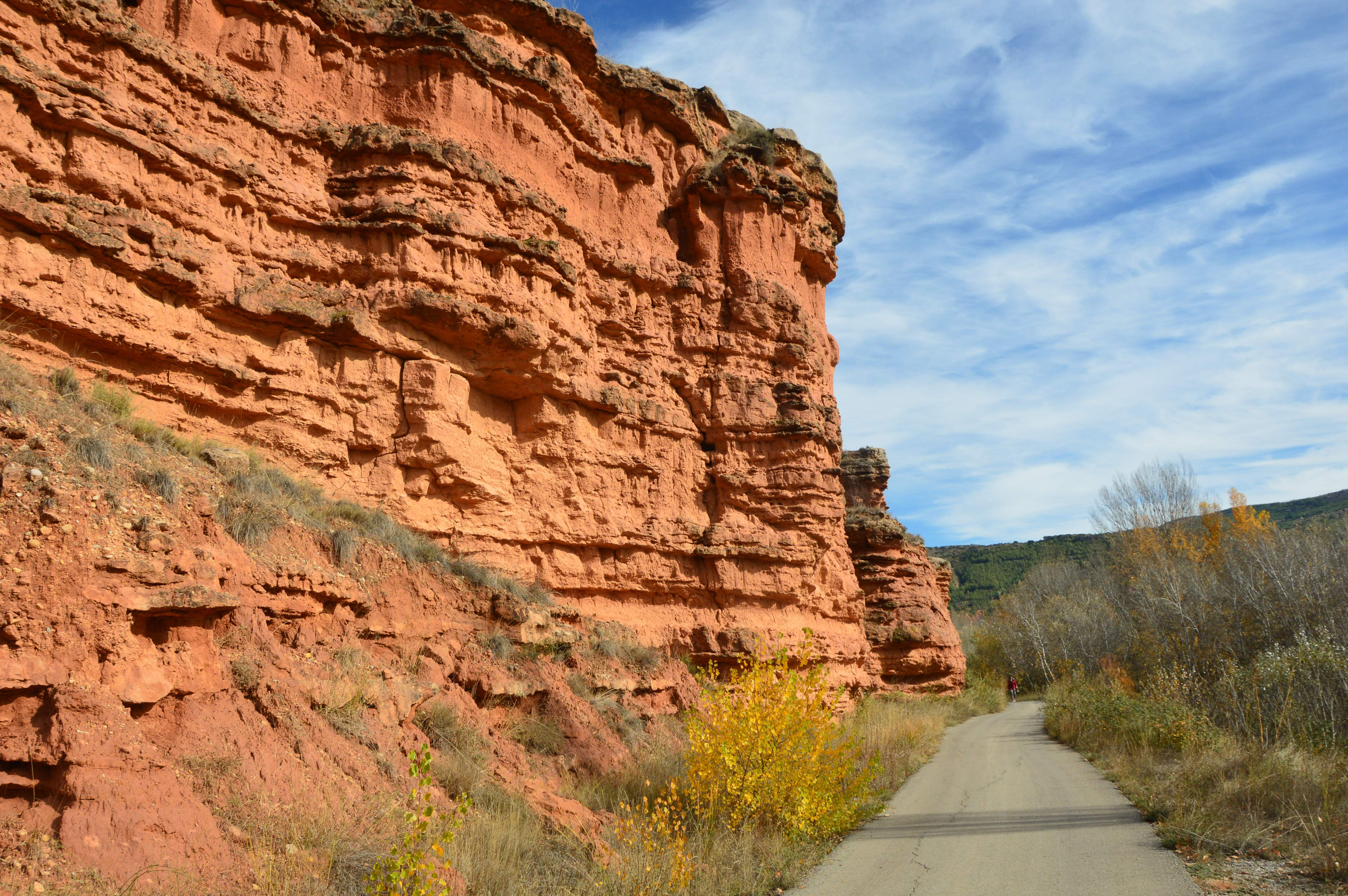
Camino de las Vueltas en Ademuz (Valencia), 2020.
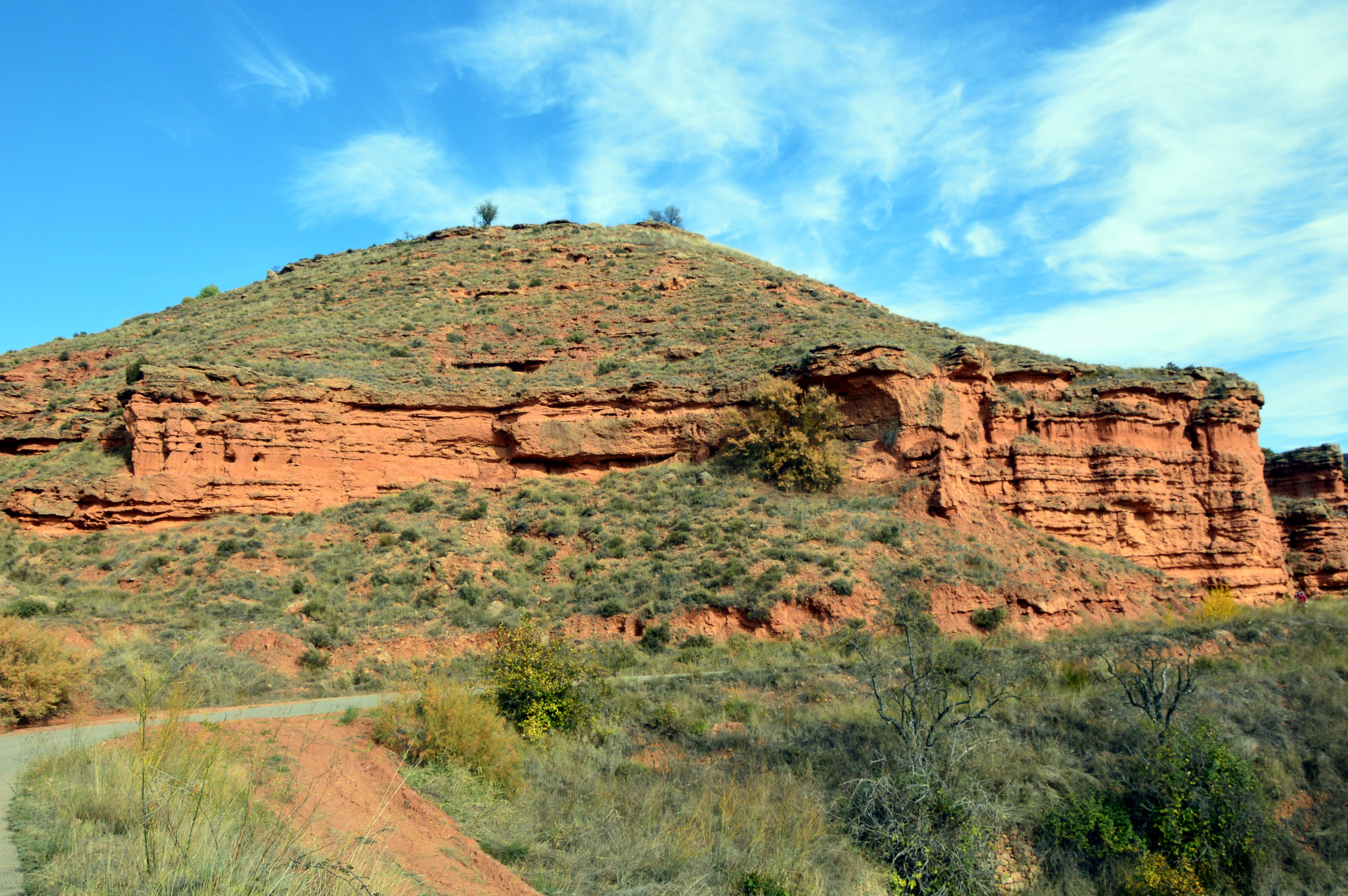
Camino de las Vueltas en Ademuz (Valencia), 2020.
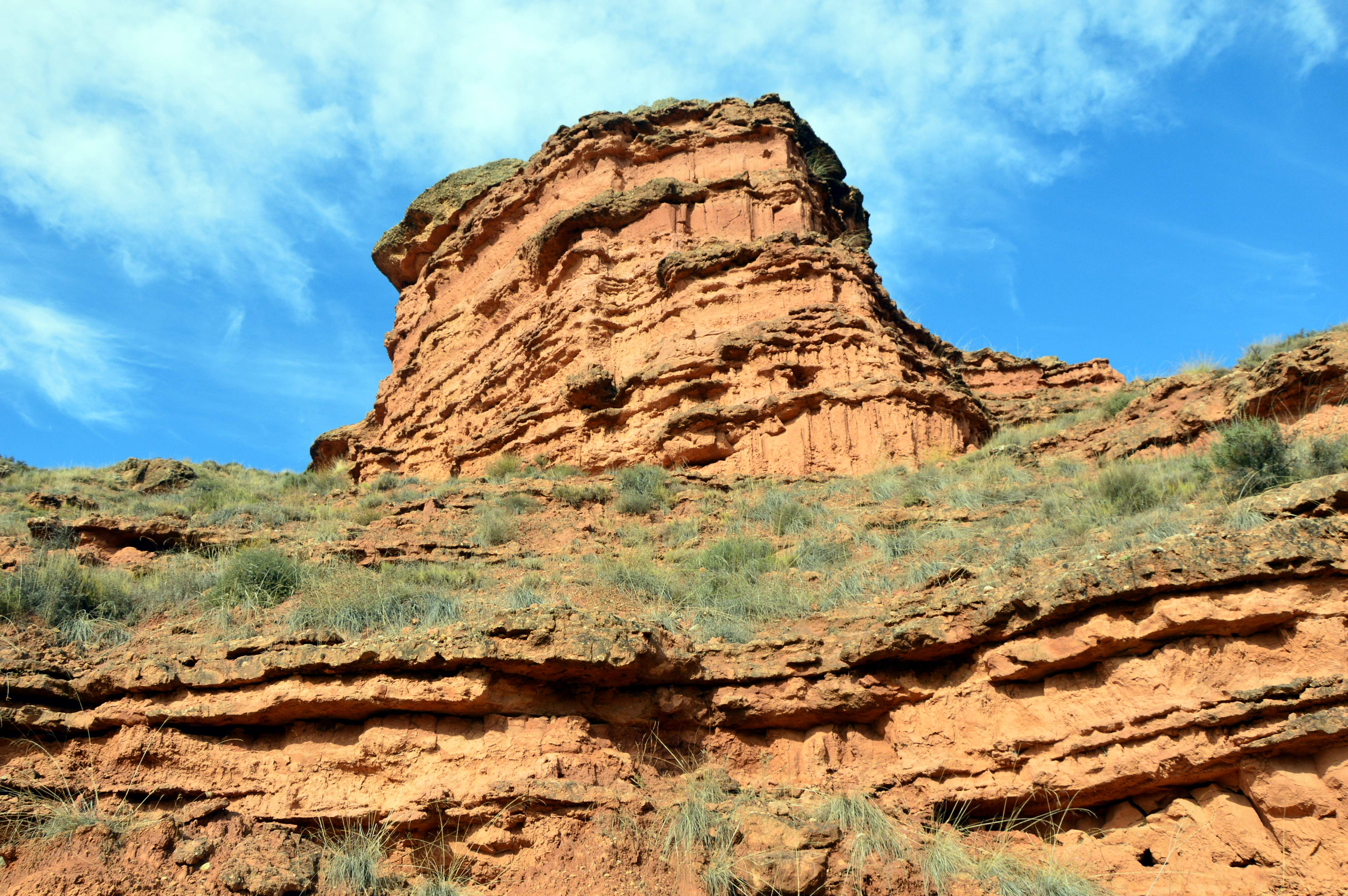
Camino de las Vueltas en Ademuz (Valencia), 2020.
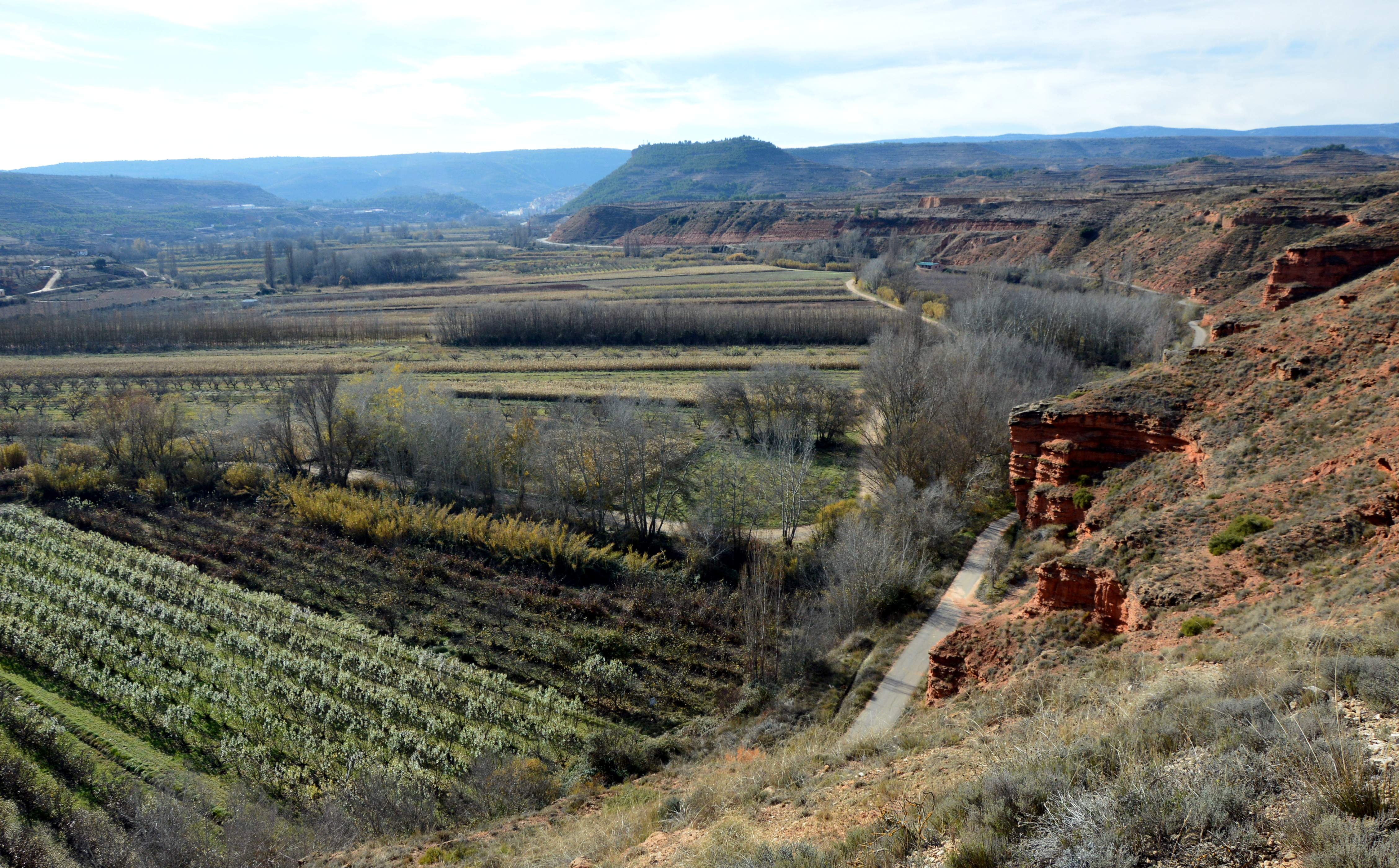
Camino de las Vueltas en Ademuz (Valencia), 2020.
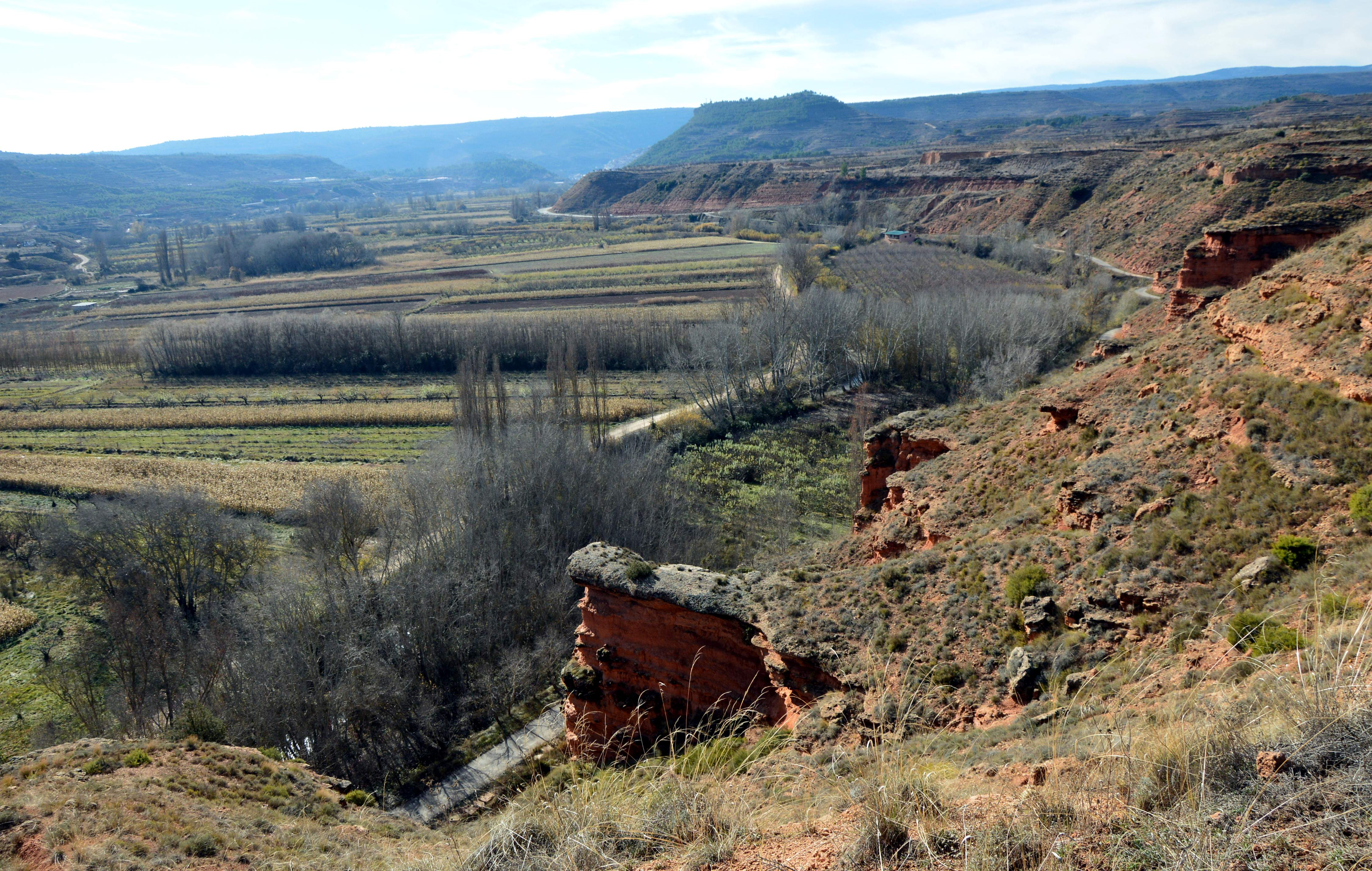
Camino de las Vueltas en Ademuz (Valencia), 2020.
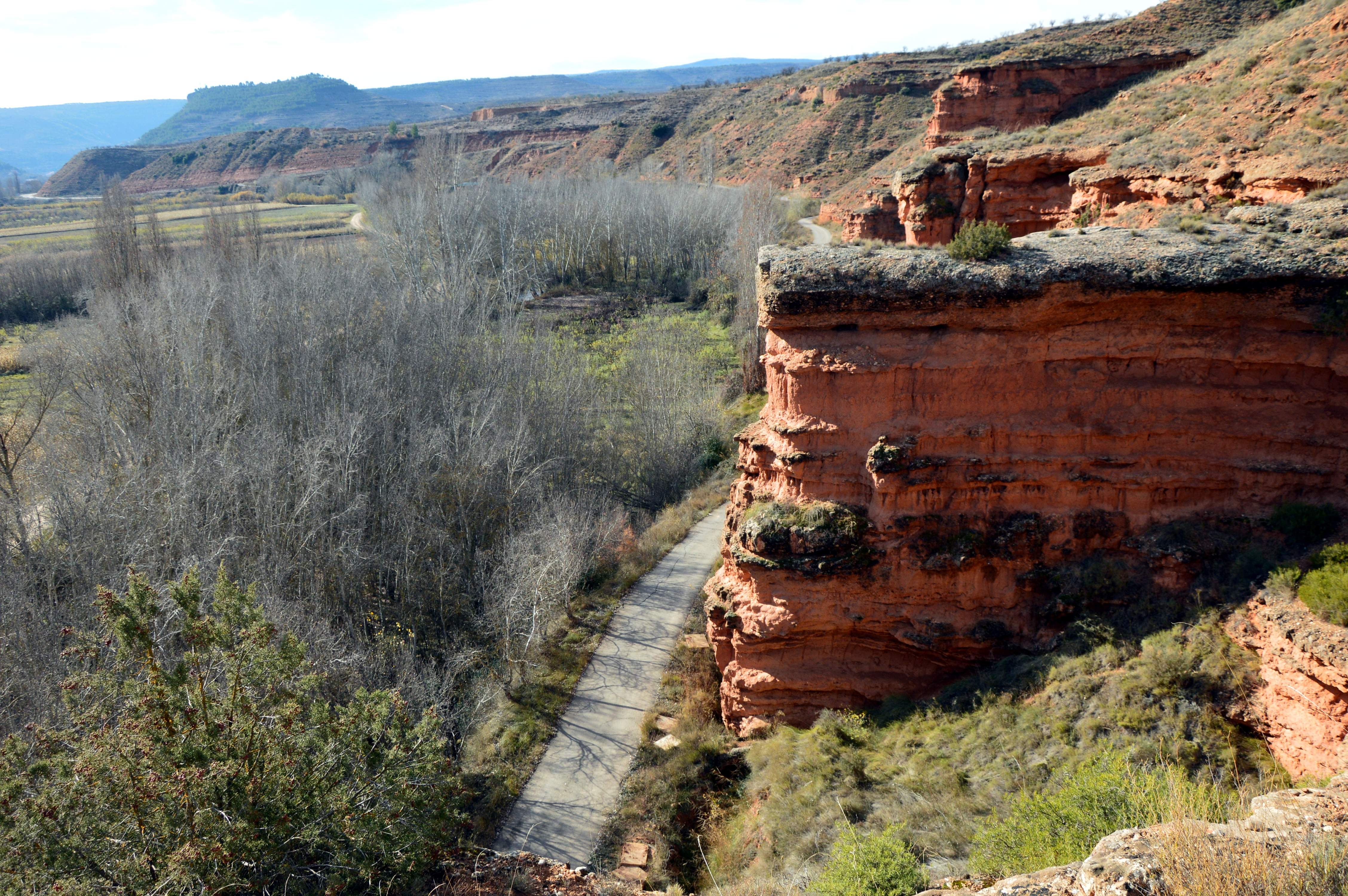
Camino de las Vueltas en Ademuz (Valencia), 2020.
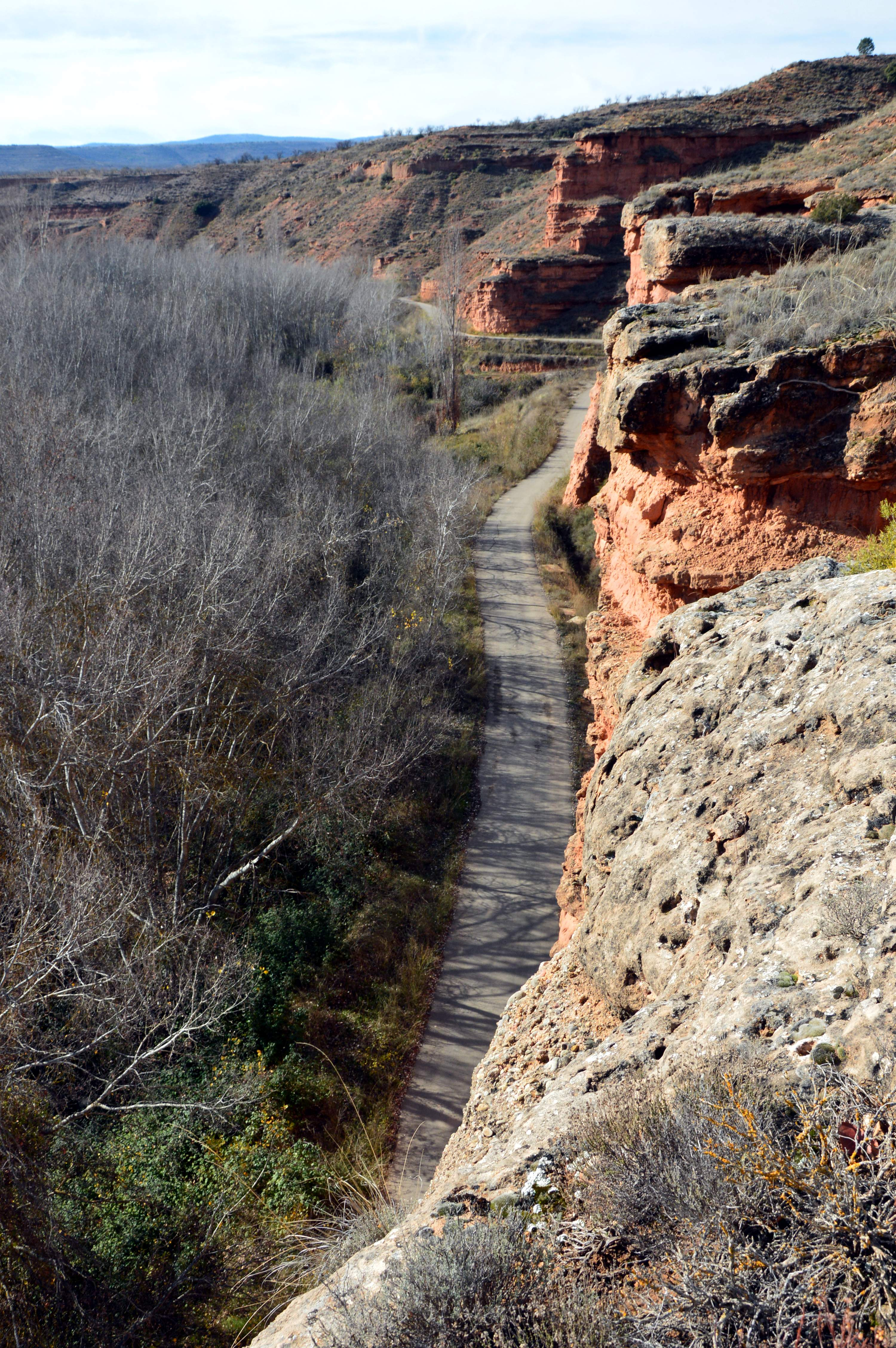
Camino de las Vueltas en Ademuz (Valencia), 2020.
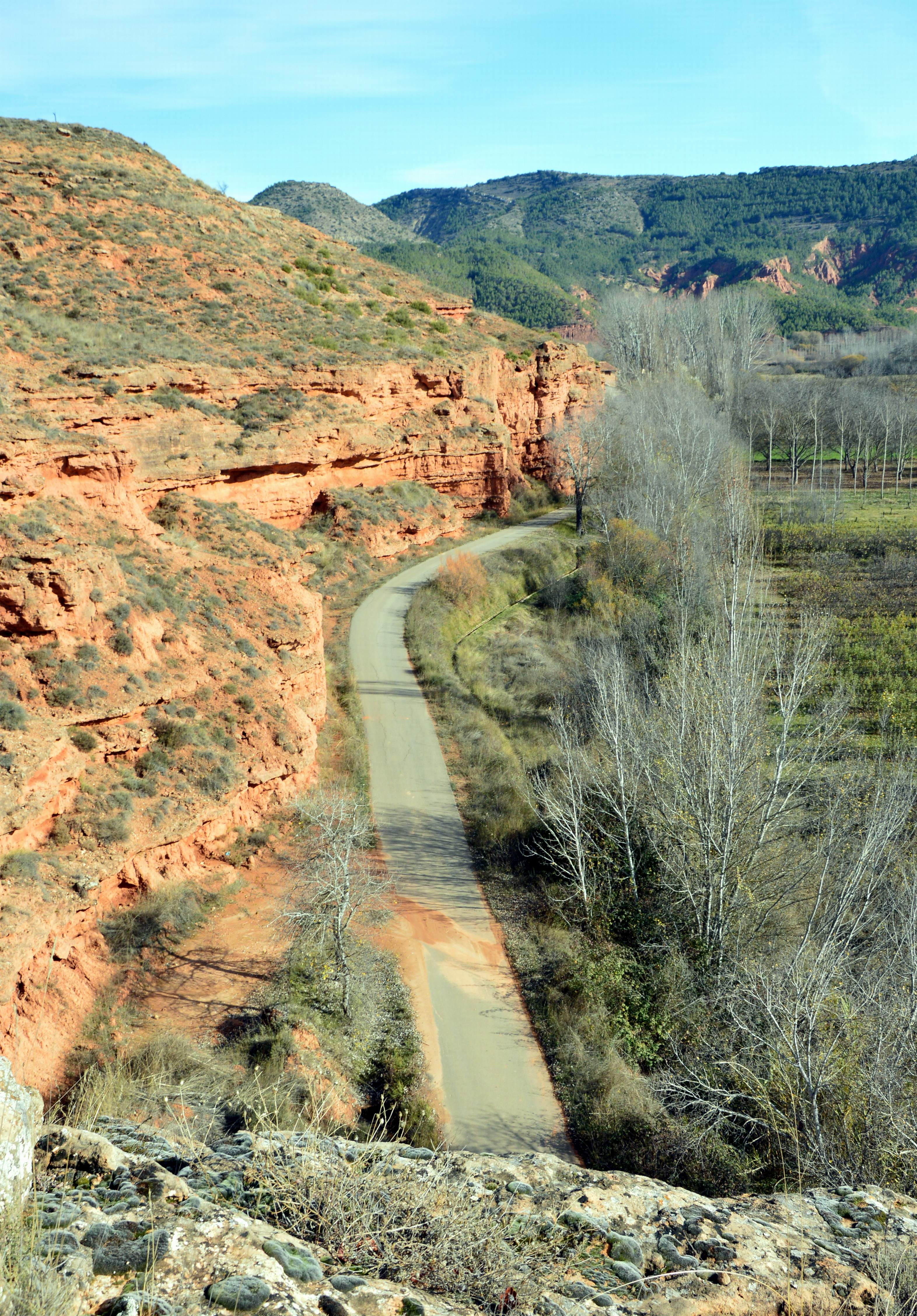
Camino de las Vueltas en Ademuz (Valencia), 2020.
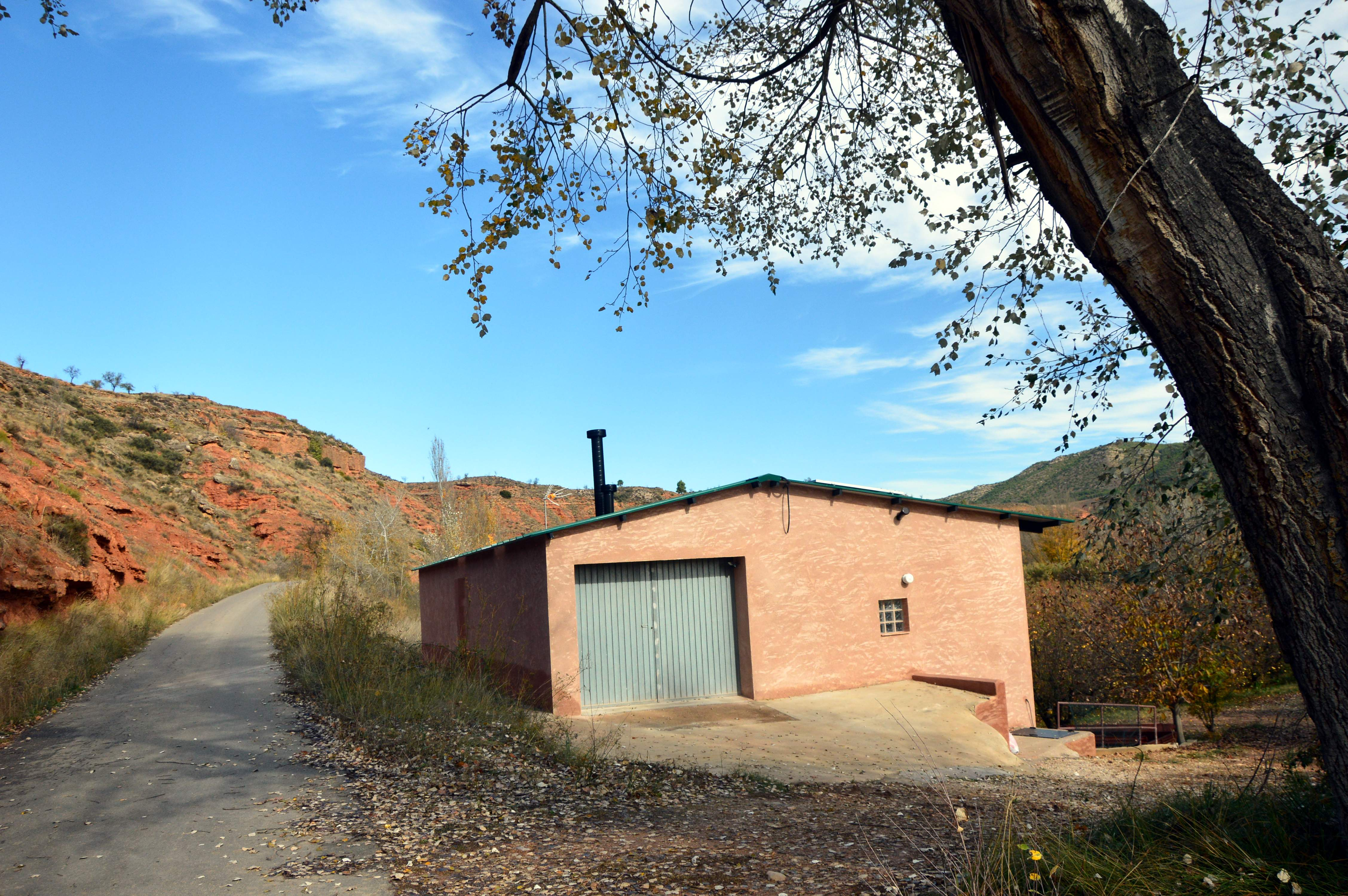
Camino de las Vueltas en Ademuz (Valencia), 2020.
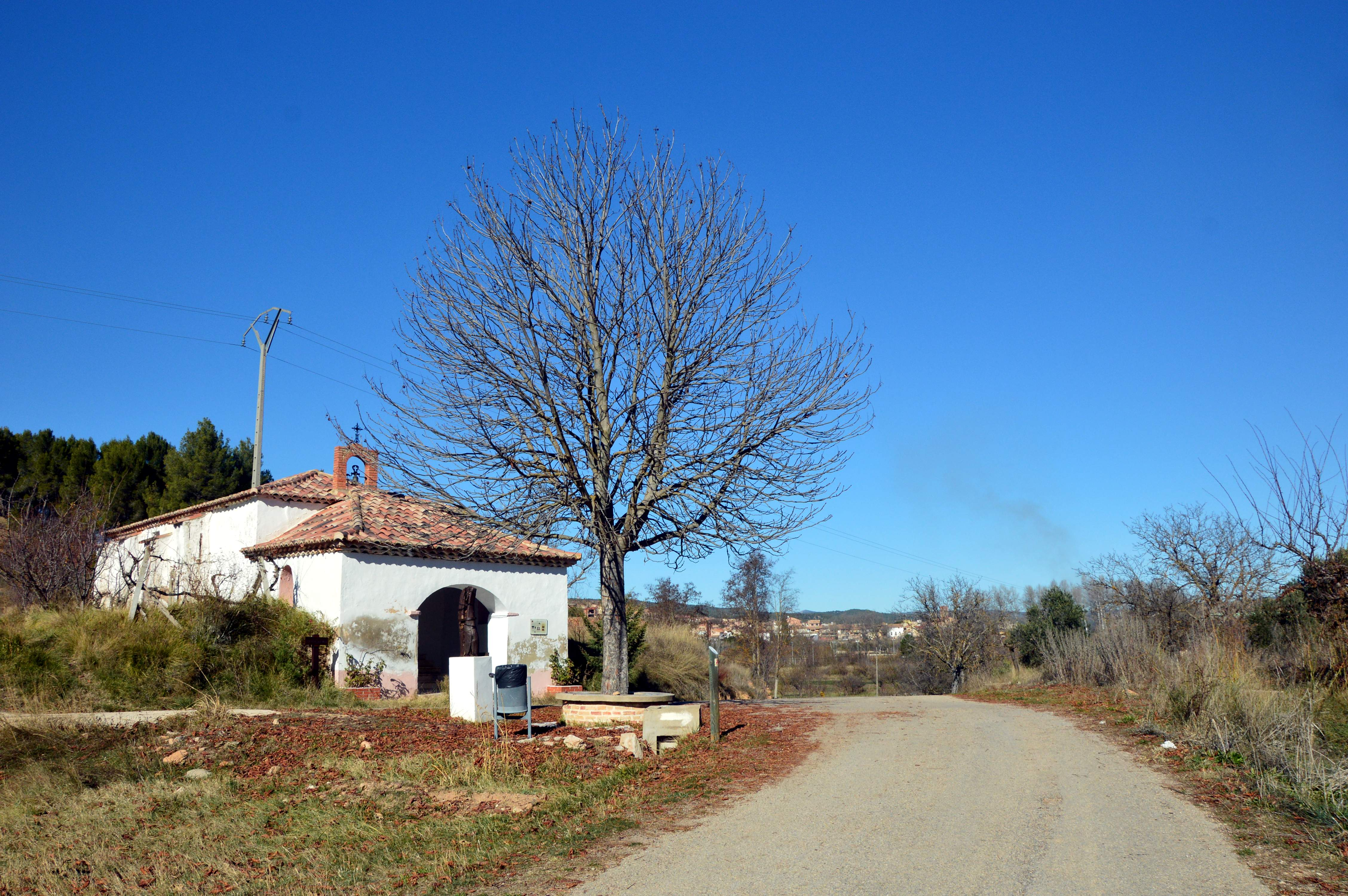
Ermita de San José en Los Villares de Torrebaja (Valencia), 2020.
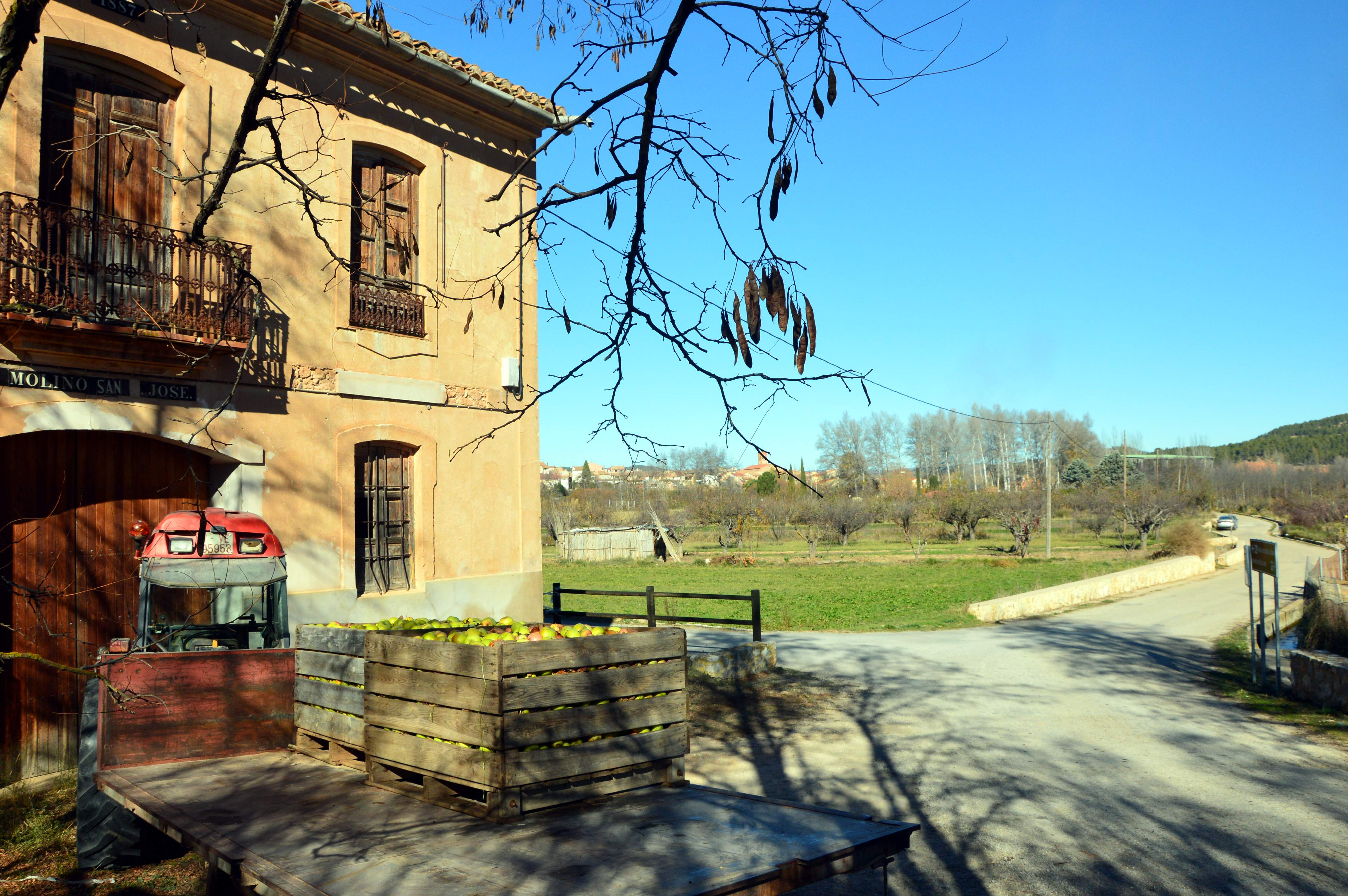
Molino de San José en Torrebaja (Valencia), 2020.